# 吉林汉姆足球俱乐部
吉林汉姆足球俱乐部（英語：Gillingham Football Club）是位於英格蘭東南部肯特郡吉灵厄姆（Gillingham）的職業足球會，於2012/13年球季取得近50年來首個聯賽冠軍升級重返英甲。

## 大事紀年
| 年 份   | 事 項 |
| ------- | --- |
| 1894-95 | 以新布普頓（New Brompton）名義參加南部《乙組》聯賽（創始成員）。南部《乙組》聯賽冠軍。 鄰選賽5-1擊敗，升級甲組 |
| 1895-96 | 同時參加肯特郡聯賽（Kent League）                                                                              |
| 1912    | 新布普頓更名                                                                                                   |
| 1920-21 | 足球聯盟南區丙組聯賽創始成員                                                                                   |
| 1938    | 南區丙組聯賽排第廿二位，不獲重選留級                                                                           |
| 1938-39 | 再次參加南部聯賽                                                                                               |
| 1945-46 | 沒有參賽 |
| 1946-47 | 南部聯賽冠軍                                                                                                   |
| 1947-48 | 南部聯賽亞軍                                                                                                   |
| 1948-49 | 南部聯賽冠軍（第二次）                                                                                         |
| 1950-51 | 再次加入南區丙組聯賽                                                                                           |
| 1958-59 | 聯賽重組後被置於丁組聯賽                                                                                       |
| 1963-64 | 丁組聯賽冠軍，升級丙組                                                                                         |
| 1971    | 丙組聯賽排第廿四位，降級丁組                                                                                   |
| 1973-74 | 丁組聯賽亞軍，升級丙組                                                                                         |
| 1986-87 | 丙組聯賽排第五位，附加賽第一輪兩回合累計6-6，憑作客入球優惠擊敗，決賽兩回合累計2-2平手，重賽0-2負於            |
| 1989    | 丙組聯賽排第廿三位，降級丁組                                                                                   |
| 1992-93 | 超聯成立，丁組改組成丙組〈IV〉                                                                                 |
| 1995-96 | 丙組〈IV〉聯賽亞軍，升級乙組〈III〉                                                                            |
| 1998-99 | 乙組〈III〉聯賽排第四位，附加賽準決賽兩回合累計2-1擊敗普雷斯頓，溫布萊決賽2-2，十二碼1-3負於曼城               |
| 1999-00 | 乙組〈III〉聯賽排第三位，附加賽準決賽兩回合累計5-3擊敗，溫布萊決賽3-2擊敗，升級甲組〈II〉                      |
| 2004-05 | 甲組〈II〉聯賽更名英冠聯賽                                                                                     |
| 2005    | 英冠聯賽排第廿二位，降級英甲聯賽                                                                               |
| 2007-08 | 英甲聯賽排第廿二位，降級英乙聯賽                                                                               |
| 2008-09 | 英乙聯賽排第五位，附加賽準決賽兩回合累計2-1擊敗罗奇代尔，溫布萊決賽1-0擊敗，升級英甲                           |
| 2009-10 | 英甲聯賽排第廿一位，降級英乙聯賽                                                                               |
| 2012-13 | 英乙聯賽冠軍，升級英甲                                                                                         |

## 近況
參見2015年至2016年英格蘭足球甲級聯賽

### 盃賽成績
| 圈數             | 日期           | 主／客   | 對賽球隊 | 紀錄                                      |
| 聯 賽 盃         | 聯 賽 盃       | 聯 賽 盃 | 聯 賽 盃 | 聯 賽 盃                                  |
| ---------------- | -------------- | -------- | -------- | ----------------------------------------- |
| 第一圈           | 2015年8月11日  | 客       |          | 勝2-1 （页面存档备份，存于）              |
| 第二圈           | 2015年8月25日  | 客       | 伯明翰城 | 負0-2 （页面存档备份，存于）              |
| 聯 賽 錦 標      |                |          |          |                                           |
| 第一圈（南區東） | 輪空           | 輪空     | 輪空     | 輪空                                      |
| 第二圈（南區東） | 2015年10月6日  | 主       | 盧頓     | 勝2-1 （页面存档备份，存于）              |
| 半準決賽（南區） | 2015年11月10日 | 主       |          | 負1-1（页面存档备份，存于） （十二碼4-5） |
| 足 總 盃         |                |          |          |                                           |
| 第一圈           | 2015年11月7日  | 客       |          | 負0-3（页面存档备份，存于）               |

## 主場球場

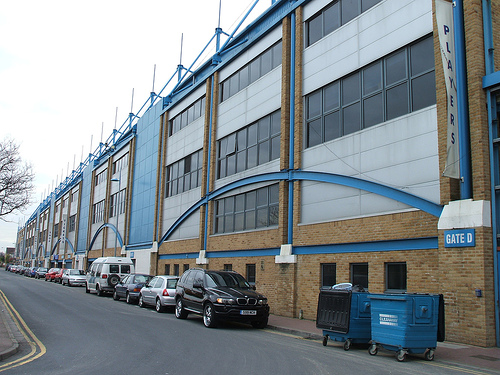
普里斯特菲尔德球场

普里斯特菲尔德球场（Priestfield Stadium），是一座位于英国肯特郡吉灵厄姆的足球场，通常简称“普里斯特菲尔德”，由于赞助商冠名的关系，由2007年至2010年又称“KRBS普里斯特菲尔德球场”，自2011年開始稱為「MEMS 普里斯特菲尔德球场」 。自1893年启用以来，这座球场一直是吉林汉姆的主场，此外在1997年至1999年也曾被布莱顿足球俱乐部租为其临时主场。球场还承办女子及青年足球的国际比赛。
20世纪末，普里斯特菲尔德球场经过改造，取消站席，容量从接近20,000人降至现有的11,582人。目前球场拥有四面全坐席看台，均为1997年之后所建，但其中一面属于临时看台。球场还带有会议与宴会中心，以及一家夜总会。尽管为这座球场花费巨资，作为球场首要使用者的吉林汉姆俱乐部仍计划更换新主场。

## 榮譽
| 榮譽                   | 次數        | 年度                   |
| 聯 賽 比 賽            | 聯 賽 比 賽 | 聯 賽 比 賽            |
| ---------------------- | ----------- | ---------------------- |
| 乙級聯赛 冠軍          | 1           | 2012/13年。            |
| 丁組聯賽 冠軍          | 1           | 1963/64年。            |
| 乙組〈III〉附加賽 冠軍 | 1           | 1999/00年。            |
| 南部聯賽 冠軍          | 2           | 1946/47年, 1948/49年。 |
| 南部《乙組》聯賽 冠軍  | 1           | 1894/95年。            |
| 地 區 聯 賽            |             |                        |
| 肯特郡聯賽 冠軍        | 2           | 1945年, 1946年。       |
| 地 區 杯 賽            |             |                        |
| 肯特郡先進杯 冠軍      | 2           | 1946年, 1948年。       |

## 著名球星
- （Tony Cascarino）
- 埃德·阿金比伊（Ade Akinbiyi）
- 特里·科克伦（Terry Cochrane）
- 斯蒂夫·布鲁斯（Steve Bruce）